# Emil Görlitz
Emil Anton Görlitz (* 13. Juni 1903 in Kattowitz, Deutsches Reich; † 31. Mai 1987 in Altenburg/Thüringen) war ein deutsch-polnischer Fußballspieler. Er war der erste deutschstämmige Oberschlesier in der polnischen Nationalmannschaft.

## Leben
Görlitz wurde in eine katholische deutsche Familie in Kattowitz geboren. Er war das fünfte von neun Kindern. Die Eltern arbeiteten als Hausmeister in einer Schule. Nach dem Besuch der Volksschule machte er eine Schlosserlehre, die er mit der Gesellenprüfung abschloss. Er übte zunächst auch den Beruf aus, woher sein Spitzname „Schlosser“ rührte. Als er 19 Jahre alt war, wurde seine Heimatstadt nach der Teilung Oberschlesiens 1922 an Polen angeschlossen, obwohl 85 Prozent der Kattowitzer bei der vorangegangenen Volksabstimmung für den Verbleib beim Deutschen Reich votiert hatten. Görlitz, der somit polnischer Staatsbürger wurde, bekannte sich dazu, dass er zu den „deutschen Optanten“ gehört hatte.
Seine Fußballkarriere führte ihn Mitte 1924 für zwei Jahre ins ostpolnische Lemberg (Lwów), wo er nach eigenen Angaben im Kontakt mit russischsprachigen Vereinskameraden Russisch lernte. Mitte 1926 ging er nach Triest in Italien, von wo er nach einem Jahr nach Kattowitz zurückkehrte. 1934 zog er nach Altenburg/Thüringen um, wo er eine Stelle in der Stadtverwaltung fand.
Mit der deutschen Besatzung Ostoberschlesiens im September 1939 übernahm er die Leitung des Fuhrparks eines von den deutschen Besatzern übernommenen Stahlwerks in Sosnowitz, als „uk gestellt“ wurde er nicht zur Wehrmacht eingezogen. Doch gehörte er keiner NS-Organisation an. Im Februar 1945 geriet er in sowjetische Kriegsgefangenschaft. Dank einer selbst beigebrachten Knieverletzung konnte er das Lager Glatz in Niederschlesien nach drei Monaten verlassen.
Im Sommer 1945 kehrte er nach Altenburg zurück, wo er als Fahrer in der sowjetischen Kommandantur angestellt wurde. Von 1947 bis 1949 arbeitete er in der Gesellschaft für Deutsch-Sowjetische Freundschaft. Da er nicht der SED beitrat, verlor er seinen Posten. Bis zu seiner Pensionierung arbeitete er anschließend im nahegelegenen VEB Teerverarbeitungswerk Rositz.
Seit 1962 reiste er wiederholt in das wieder polnisch gewordene Kattowitz. Seit 1968 nahm er als DDR-Bürger regelmäßig an den Treffen der „Traditionsgemeinschaft 1. FC Kattowitz“ in Salzgitter teil, der Patenstadt von Kattowitz in der Landsmannschaft Schlesien. Bei der Rückreise von einem Besuch in seiner Heimatstadt schmuggelte er einen Teil des Archivs des 1. FC Kattowitz erst in die DDR und wenig später in die Bundesrepublik. 1971 bekam er die Ehrennadel des DFB verliehen.

## Vereinsfußball
Noch als Jugendlicher trat Görlitz gemeinsam mit dreien seiner Brüder Preußen 05, dem stärksten der Kattowitzer Vereine, bei. Nach dem Anschluss der Stadt an Polen musste der Verein seinen Namen ändern und hieß von nun an 1. FC. Als Torwart machte er sich weit über Oberschlesien hinaus einen Namen, 1924 warb ihn der polnische Meister Pogoń Lwów ab. Mit Görlitz im Tor verteidigte der Verein sowohl 1924 als auch 1925 seinen Meistertitel. Görlitz wurde in Lemberg als Star verehrt.
Nach zwei Jahren nahm er ein Angebot des italienischen Clubs Edera Triest an, wo er einen Profivertrag bekam. Görlitz wurde somit der erste Berufsspieler Polens. Da ihm dort der große Erfolg versagt blieb, kehrte er nach einem Jahr zum 1. FC Kattowitz zurück, wo er Mannschaftskapitän wurde.
Görlitz führte seine Mannschaft an, als sie in der entscheidenden Partie um den Meistertitel gegen Wisła Krakau am 25. September 1927 aus Protest gegen die offenkundige Benachteiligung durch den Schiedsrichter das Spielfeld verließ. Der 1. FC Kattowitz wurde letztlich 1927 Vizemeister. Immer häufiger lief er auch als Stürmer auf, neben seinem älteren Bruder Josef Görlitz, der zu den Torjägern des Vereins gehörte und in der damaligen Sportberichterstattung „Görlitz I“ genannt wurde. Emil war „Görlitz II“.
1934 wurde er als noch aktiver Spieler in den Verwaltungsrat gewählt. Vergeblich protestierte er im selben Jahr gegen die lebenslange Sperre seines Bruders Josef. Der Oberschlesische Verband des polnischen Fußballbundes PZPN beschuldigte diesen, bei einer Schlägerei bei einem Ligaspiel den Schiedsrichter angegriffen zu haben, obwohl zahlreiche Zeugen für den Beschuldigten aussagten. Emil Görlitz verließ Kattowitz, um bei Eintracht Altenburg im Tor zu stehen.

## Nationalmannschaft
Am 18. Mai 1924, als er noch beim 1. FC Kattowitz spielte, hütete er als 20-Jähriger zum ersten Mal das Tor der Nationalmannschaft im Stockholmer Spiel gegen Schweden (1:5). Als Reservetorhüter nahm er an den Olympischen Spielen in Paris 1924 teil, kam aber nicht zum Einsatz.
Insgesamt bestritt er acht Partien für die Nationalelf, die letzte war der 2:1-Sieg gegen die Türkei in Istanbul am 2. Oktober 1925. Bei diesen acht Einsätzen musste Görlitz insgesamt 15 Treffer hinnehmen, während die polnischen Stürmer nur 7 Tore erzielten.
In einem 2011 erschienenen Bildband über die Geschichte des PZPN wird er als bester Torwart Polens in den zwanziger Jahren gewürdigt.